# Hyalophora columbia
Hyalophora columbia este o specie de molie din familia Saturniidae. Este întâlnită în Statele Unite.

## Descriere

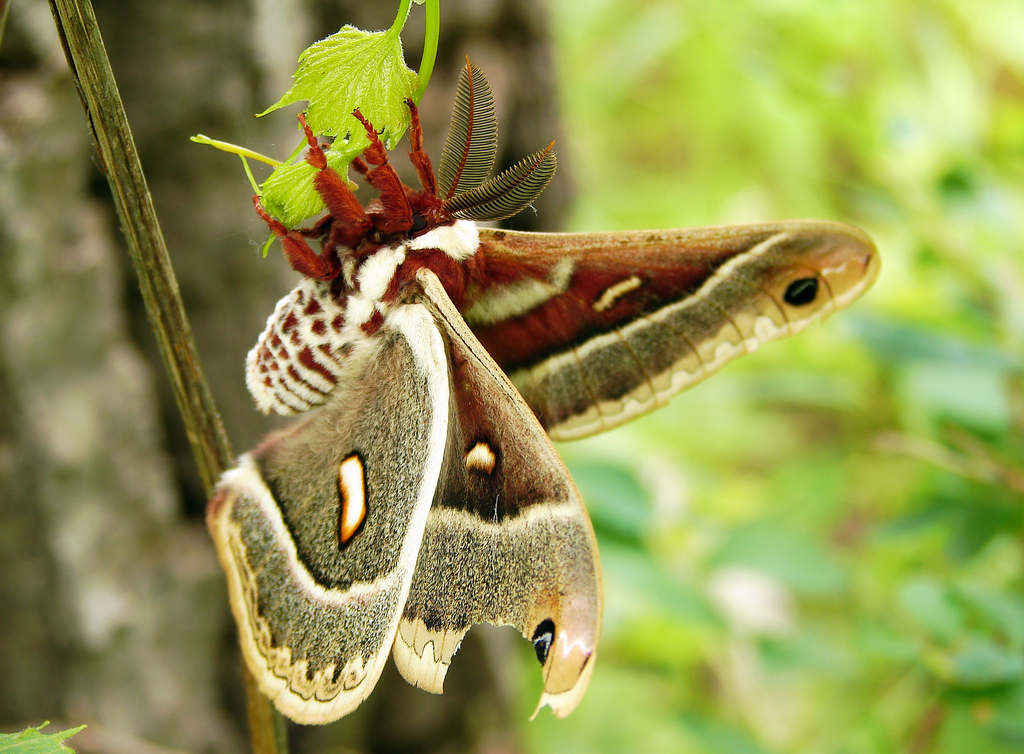
Adult

Are o anvergură de 80–100 mm. Adulții zboară între lunile mai și iulie. Există o singură generație într-un an. 
Larvele se hrănesc în principal cu Larix laricina în partea estică a arealului, și au fost observate și pe speciile: Prunus pensylvanica, Alnus rugosa și Betula papyrifera vestul Ontario. În partea vestică se hrănesc cu Prunus demissa, Prunus emarginata, Purshia tridentata, Rosa, Salix, Shepherdia argentea, Eleagnus angustifolius și Ceanothus.

## Subspecii
- Hyalophora columbia columbia
- Hyalophora columbia gloveri